# Oyoune Nissaiya
Oyoune Nissaiya, l’Observatoire marocain des violences faites aux femmes, est une alliance non gouvernementale œuvrant dans le domaine de la lutte contre la violence fondée sur le genre et la promotion des droits humaines des femmes. Son mandat consiste en la mise en place d’un système d’information permettant le suivi des lois et des politiques publiques mises en place par le gouvernement en matière des droits des femmes et l’instauration d’une base de données pour alimenter et consolider le plaidoyer contre les violences fondées sur le genre.

Institué en 2006 à l’initiative de l’AMDF Casablanca et ayant effectivement lancé ses travaux en 2008, l’observatoire a publié deux rapports annuels au sujet des violences fondées sur le genre faisant une analyse quantitative des données collectées par les associations membres ainsi que se basant sur des données qualitatives issues des entretiens, des focus-groupes, et de concertations auprès des structures publiques de prise en charge des FVV ainsi que de débats thématiques régionaux impliquant les acteurs civiles et publics concernés.

## Associations membres de l’Observatoire Oyoune Nissaiya
- Association Marocaine pour les droits des femmes, Casablanca
- Association INSAF, Casablanca
- Association Solidarité Féminine, Casablanca
- Association AMAL pour un Avenir meilleur, Casablanca
- Association Femmes du sud, Agadir
- Association INSAT, Beni Mellal
- Association Assanaa Annissaiya, El Jadida
- Association Aspirations féminines, Meknès
- Association Assayda Alhorra, Tétouan- Tanger
- Association AMNA, Tétouan- Tanger
- Association Forum des Femmes au Rif, Al-Hoceima

## Réalisations
- Établir, alimenter et actualiser une base de données sur les violences de genre et les mesures mises en place pour l’affronter au Maroc.
- Mettre en place et actualiser un fonds documentaire spécialisé mis à la disposition des acteurs associatifs, des médias et des chercheurs.
- Réaliser des rapports annuels et des études sur les violences contre les femmes.
- Publier et diffuser des dépliants, brochures, guides, et livres…
- Publier et diffuser un bulletin de liaison interne «  Nissaiyates »
- Organiser des réunions de concertation et de collaboration  avec les acteurs sociaux et politiques dans les différentes régions du Maroc.
- Organiser des débats et des sessions de formation sur la violence de genre.
- Organiser des points de presse pour informer les médias, les décideurs et le large public sur les données collectées et analysées  par l’observatoire sur le vécu et les spécificités régionales de la violence et sur les politiques nationales et internationales qui s’y référent.
- Organiser des tables rondes et des ateliers de réflexion.